# Provincia del Juanambú
La provincia del Juanambú es una de las cinco provincias en que se subdividía el departamento colombiano de Nariño. Está conformada por los siguientes municipios: Arboleda, Belén, Colón, El Rosario, El Tablón de Gómez, La Cruz, La Unión, Leiva, Policarpa, San Bernardo, San José de Albán, San Lorenzo, San Pablo, San Pedro de Cartago y Taminango.